# 特里齊亞 (拉傑霍夫區)
50°8′55″N 24°45′56″E / 50.14861°N 24.76556°E
特里齊亞（烏克蘭語：Трійця），是烏克蘭西部的村莊，隸屬利維夫州的舍普季茨基區。該村面積1.62平方公里，海拔高度205米，2001年人口285，人口密度每平方公里176.14人。